# James Hillman
James Hillman (Atlantic City, Nueva Jersey, Estados Unidos, 12 de abril de 1926-Thompson, Connecticut, Estados Unidos, 27 de octubre de 2011) fue un psicólogo y analista junguiano estadounidense, representante principal de la escuela arquetipal en psicología analítica. Estudió en el C.G. Jung-Institut Zürich y desarrolló la psicología arquetipal.

## Biografía
James Hillman nació en Atlantic City, Nueva Jersey en 1926. Se identificó a sí mismo con ascendencia judía y europea. Trabajó en el cuerpo del hospital de la Armada de los Estados Unidos entre 1944 y 1946, tras lo cual asistió a la Sorbona en París y al Trinity College de Dublín, graduándose en 1950. En 1959, recibió el título de Doctor por la Universidad de Zúrich, así como su diploma de analista del C.G. Jung-Institut Zürich, siendo designado posteriormente Director de Estudios en el Instituto, puesto que ocupó hasta 1969.
En 1970, Hillman se convirtió en editor de Spring Publications, una editorial consagrada al avance de la Psicología Arquetipal así como en la publicación de libros sobre mitología, filosofía y arte. En 1975 escribe su obra magna, Re-imaginar la psicología, que fue nominada para el Premio Pulitzer. Hillman ayudó después a fundar The Dallas Institute of Humanities and Culture en 1978. Su libro de 1997, El código del alma estaba en la lista de best sellers del New York Times de ese año. Sus trabajos e ideas sobre filosofía y psicología han sido también popularizadas por otros autores como Thomas Moore. Sus documentos y borradores residen en el OPUS Archives and Research Center, ubicado en el campus del Pacifica Graduate Institute en Carpintería, California.

## Psicología arquetipal
La psicología arquetipal es una psicología politeísta, que trata de reconocer las innumerables fantasías y mitos (dioses, diosas, semidioses, mortales y animales) que configuran y son configurados por nuestra vida psicológica. El yo no es sino una fantasía psicológica dentro de un conjunto de fantasías. Forma parte de la tradición psicológica junguiana y está relacionada con la psicología analítica original de Jung, pero es también una divergencia radical en algunos aspectos.
Mientras que la psicología de Jung se focalizó en el Sí-mismo, su dinámica y sus constelaciones (yo, ánima, ánimus, sombra), la psicología arquetipal de Hillman relativiza y desliteraliza el yo y se concentra en la psique, o alma, y en los archai, los patrones más profundos del funcionamiento psíquico, "las fantasías fundamentales que animan toda la vida" (Moore, en Hillman, 1991).
Hillman (1975) bosqueja un breve linaje de la psicología arquetipal:

Al invocar a Jung en el punto de partida, estoy reconociendo la importantísima deuda que la psicología de los arquetipos ha contraído con él. Jung es el antecesor inmediato en una larga línea que se remonta desde Freud, Dilthey, Coleridge, Schelling, Vico, Ficino, Plotino y Platón hasta Heráclito, y con más ramificaciones que aún quedan por rastrear.

El desarrollo de la psicología arquetipal está influenciado por la psicología analítica de Carl Gustav Jung así como por la Grecia clásica, el Renacimiento y las ideas y pensamiento del Romanticismo. De hecho, las influencias de Hillman son muchas, e incluyen a otros artistas, poetas, filósofos, alquimistas y psicólogos. Uno fácilmente podría incluir en esta lista a Nietzsche, Heidegger, Henry Corbin, Keats, Shelley, Petrarca y Paracelso. Aunque todos diferentes en sus teorías y psicologías, parecen estar unidos por su preocupación común por la psique.

### Psique o alma
Hillman ha sido crítico respecto de las escuelas de psicología del siglo XX (como la biopsicología, el conductismo o la psicología cognitiva) que han adoptado una filosofía y praxis propias de las ciencias naturales. Sus principales críticas incluyen su reduccionismo, materialismo y literalismo; son psicologías sin psique, sin alma. En consecuencia, la obra de Hillman ha sido una tentativa de restaurar la psique a lo que él cree que es "su lugar apropiado" en la psicología. Hillman ve el alma manifestándose en la imaginación, la fantasía, el mito y la metáfora. También ve el alma manifestándose en la psicopatología, en los síntomas de los desórdenes psicológicos. Psique-pathos-logos es el “discurso del alma que sufre” o el sufrimiento de significado del alma. Una gran parte del pensamiento de Hillman intenta atender el discurso del alma tal y como es revelado a través de imágenes y fantasías.
Psicología arquetipal: en 1983 fue escrita una breve reseña como una introducción básica a la psicología que Hillman había creado. Abarca los temas principales que figuran en su obra más amplia, Re-imaginar la psicología. La base poética de la mente coloca las actividades psicológicas en el reino de las imágenes. Se trata de explorar imágenes en lugar de explicarlas. En esto se encuentra la idea de que revisando las imágenes, que es prestarlas atención, moldearlas y formarlas hasta que estén tan claras como sea posible, acontece un proceso terapéutico que Hillman denominó creación de alma. Hillman equipara la psique con el alma y busca establecer una psicología basada sin vergüenza en el arte y la cultura. De esto se extrae una sensación de imágenes a las que una persona se aproxima y contempla de un modo significativo. De hecho, el acto de aproximarse y contemplar más profundamente las imágenes presentadas crea significado. Adicionalmente al proyecto del Hillman está el sentido del sueño como el modelo básico de la psique. Esto se expone con más detalle en "El sueño y el inframundo". En este texto Hillman sugiere que los sueños nos muestran tal y como somos; diversos, representando papeles muy diferentes, experimentando fragmentos de significado que están siempre en el extremo de la conciencia. También nos colocan dentro de las imágenes, más que las imágenes dentro de nosotros. Este movimiento altera la epistemología tradicional en su encabezado. La fuente del conocimiento no es el "Yo" de Descartes, sino más bien un mundo lleno de imágenes que éste Yo habita. Hillman sugiere, además, una nueva comprensión de la psicopatología. Acentúa la importancia de la psicopatología en la experiencia humana y reemplaza un entendimiento médico en uno poético. Desde esta idea, la enfermedad es una parte vital en el camino del alma de una persona, que llega a ser entendido como un fenómeno ilusivo y subjetivo.

### Análisis de los sueños
Debido a que la psicología arquetipal tiene que ver con la fantasía, el mito y la imagen, no sorprende considere a los sueños significativos en relación con el alma y a la creación de alma. Hillman no cree que los sueños sean meros residuos aleatorios o restos de la vigilia (como sostuvieron los fisiólogos), pero tampoco cree que los sueños sean compensaciones de la pugna de la vida despierta, o que contengan mensajes "secretos" sobre cómo uno debería vivir, como hizo Jung. Más bien, "los sueños nos dicen dónde estamos, no qué hacer" (1979). Por lo tanto, Hillman está en contra de los métodos de interpretación tradicionales de análisis de los sueños. El enfoque de Hillman es más fenomenológico que analítico (que rompe el sueño en sus partes constituyentes) o interpretativo-hermenéutico (que puede hacer de una imagen del sueño "algo distinto" de lo que aparenta ser). Su famosa afirmación con respecto al contenido y al proceso del sueño es "Mantente en la imagen".
Por ejemplo, Hillman (1983) examina el sueño de un paciente acerca de una enorme serpiente negra. El trabajo del sueño incluiría "mantener la serpiente" y describirla, en vez de convertirla en algo distinto a una serpiente. Hillman señala que "...en el momento en que has definido a la serpiente, la has interpretado, has perdido a la serpiente, lo has detenido, y la persona abandona la hora con un concepto sobre mi sexualidad reprimida o mis frías pasiones negras" (p. 53). Habría que indagar más acerca de la serpiente tal y como se presenta en el sueño. La serpiente es enorme y negra, pero ¿qué más? ¿Está descamando o mudando su piel? ¿Está tomando el sol sobre una roca? ¿Está digiriendo a su presa? Esta estrategia descriptiva mantiene viva la imagen, en opinión de Hillman, y ofrece la posibilidad de comprender la psique.

## El código del alma
En su obra de 1997, The Soul's Code: In Search of Character and Calling, Hillman perfila lo que denomina la teoría de la bellota del alma. Esta teoría afirma que cada individuo dispone ya en sí mismo su propio potencial de posibilidades únicas, del mismo modo que una bellota contiene el patrón de un árbol de roble. Describe cómo una energía del alma única e individual está contenida dentro de cada ser humano, se despliega a lo largo de su vida y es expresada en su vocación y en su trabajo cuando ha florecido o se ha actualizado completamente.
Argumenta en contra de la "naturaleza y la educación" como explicaciones únicas del crecimiento individual, sugiriéndose una tercera clase de energía, el alma individual, responsable de gran parte del carácter individual, de la aspiración y del logro. También argumenta en contra de otros factores ambientales y externos como determinantes exclusivos del crecimiento individual, incluida la falacia parental, dominante en psicoanálisis, por la cual nuestros padres son vistos como cruciales en la determinación de quienes somos al proveernos su material genético, acondicionamiento y patrones de comportamiento. Aun reconociendo la importancia de los factores externos en el florecimiento de la semilla, argumenta en contra de la atribución de toda la individualidad humana, el carácter y el logro a estos factores. El libro sugiere la reconexión con el tercer factor, superior, en el descubrimiento de nuestra naturaleza individual, y en la determinación de quiénes somos y nuestra llamada de la vida.
Hillman sugiere una revaluación de cada individuo de su propia infancia y vida presente para tratar de encontrar su vocación particular, la semilla de su propia bellota. Ha dejado escrito que debe ayudar a precipitar la reconexión con el alma del mundo en el espacio entre la racionalidad y la psicología. Complementa la noción de crecimiento con la noción de crecer hacia abajo, o arraigar en la tierra y quedar conectado a ella, en orden a que el individuo crezca aún más. Hillman incorpora la lógica y el pensamiento racional, así como la referencia a historias de casos de personas bien conocidas en la sociedad, cuyos daimones se consideran claramente expuestos y materializados, en la discusión sobre el daimon. Sus argumentos son también considerados en consonancia con el puer eternus o joven eterno cuya ardiente existencia momentánea podría ser vista en la obra de poetas románticos tales como Keats o Byron y en jóvenes estrellas de rock recientemente fallecidas como Jeff Buckley o Kurt Cobain. Hillman también rechaza la causalidad como un marco de definición y sugiere en su lugar una cambiante forma de destino por la cual los acontecimientos no son inevitables pero están obligados a ser expresados de algún modo dependiendo del carácter del alma del individuo.

## Obra
Edición uniforme de los escritos de James Hillman
Spring Publications, en colaboración con The Dallas Institute of Humanities and Culture, inició en 2004 la publicación de la "Edición uniforme de los escritos de James Hillman". El conjunto en doce volúmenes encuadernados en tela de la obra de James Hillman reúne ordenados por temas las principales conferencias, escritos ocasionales, ensayos académicos, documentos clínicos y entrevistas. Cada volumen está estampado con un dibujo del artista estadounidense James Lee Byars:
1. Uniform Edition Vol. 1: Archetypal Psychology. ISBN 978-0-88214-998-1
2. Uniform Edition Vol. 2: City & Soul. ISBN 978-0-88214-577-8
3. Uniform Edition Vol. 3: Senex & Puer. ISBN 978-0-88214-581-5
4. Uniform Edition Vol. 4: From Types to Images. ISBN 978-0-88214-582-2
5. Uniform Edition Vol. 5: Alchemical Psychology. ISBN 978-0-88214-583-9
6. Uniform Edition Vol. 6: Mythic Figures. ISBN 978-0-88214-584-6
7. Uniform Edition Vol. 7: Inhuman Relations. ISBN 978-0-88214-585-3
8. Uniform Edition Vol. 8: Philosophical Inclinations. ISBN 978-0-88214-587-7
9. Uniform Edition Vol. 9: Animal Presences. ISBN 978-0-88214-588-4
10. Uniform Edition Vol. 10: Conversations and Correspondences. ISBN 978-0-88214-589-1 (en preparación)
11. Uniform Edition Vol. 11: On Melancholy & Depression. ISBN 978-0-88214-043-8
12. Uniform Edition Vol. 12: Horæ Subsecivæ. Miscellaneous Papers. ISBN 978-0-88214-945-5 (en preparación)

Obra diversa
- A Terrible Love of War (2004)
- The Force of Character (1999)
- The Soul's Code: On Character and Calling (1997)
- Kinds of Power: A Guide to its Intelligent Uses (1995)
- Healing Fiction (1994)
- We've Had a Hundred Years of Psychotherapy (and the World's Getting Worse) (1993)
- The Thought of the Heart and the Soul of the World (1992)
- A Blue Fire: Selected Writings of James Hillman (1989)
- Anima: An Anatomy of a Personified Notion (1985)
- Inter Views (with Laura Pozzo) (1983)
- The Myth of Analysis: Three Essays in Archetypal Psychology (1983a)
- The Dream and the Underworld (1979)
- Re-Visioning Psychology (1975)
- Loose Ends: Primary Papers in Archetypal Psychology (1975a)
- Pan and the Nightmare (1972)
- Suicide and the Soul (1964)

## Edición en castellano
- El pensamiento del corazón (Segunda edición). Vilaür: Ediciones Atalanta. 2017, 2024. ISBN 978-84-946136-8-5.
- Pan y la pesadilla (Tercera edición). Vilaür: Ediciones Atalanta. 2007, 2024. ISBN 978-84-126014-9-7.
- Hillman, James & Boer, Charles (2011). Las recetas del Dr. Sigmund Freud. Barcelona: Editorial Gedisa. ISBN 978-84-9784-654-7.
- Un terrible amor por la guerra. México & España: Sexto Piso. 2010. ISBN 978-84-96867-62-8.
- El sueño y el inframundo. Barcelona: Paidós Ibérica. 2004. ISBN 978-84-493-1568-8.
- La fuerza del carácter y la larga vida. Barcelona: Editorial Debate. 2000. ISBN 978-84-8306-291-3.
- Tipos de poder. Guía para pensar por uno mismo. Barcelona: Ediciones Granica. 2000. ISBN 978-950-641-300-2.
- El mito del análisis. Madrid: Editorial Siruela. 2000. ISBN 978-84-7844-534-9.
- Re-imaginar la psicología. Madrid: Editorial Siruela. 1999. ISBN 978-84-7844-423-6.
- El código del alma. Madrid: Martínez Roca Ediciones. 1998. ISBN 978-84-270-2404-5.
- Hillman, James & Ventura, Michael (1995). Cien años de psicoanálisis... y todo sigue igual. Traducción J. Collyer. Buenos Aires: Editorial Sudamericana. ISBN 978-950-07-1011-4.
- Kerenyi, K., E. Neumann, G. Scholem, J. Hillman (1994). Círculo Eranos I: Arquetipos y símbolos colectivos (James Hillman: Eranos-Jahrbuch, Volumen 42 (1973), El sueño y el inframundo). Barcelona: Editorial Anthropos. ISBN 84-7658-435-0.

En inglés
- Hillman, James & Sonu Shamdasani (2013). Lament of the Dead. Psychology After Jung's Red Book. New York: W. W. Norton & Company. ISBN 978-0-393-08894-6.
- Anima. An Anatomy of a Personified Notion (with 439 excerpts from the writings of C.G. Jung). Spring Publications. ISBN 978-0-88214-316-3.
- The thought of the heart and the soul of the world. Spring Publications. ISBN 978-0-88214-353-8.
- Healing Fiction. Spring Publications. ISBN 978-0-88214-363-7.
- Insearch. Psychology and Religion. Spring Publications. ISBN 978-0-88214-512-9.
- Suicide and The Soul. Spring Publications. ISBN 978-0-88214-227-2.
- Pan and The Nightmare. Spring Publications. ISBN 978-0-88214-225-8.
- Inter Views. Conversations with Laura Pozzo on Psychotherapy, Biography, Love, Soul, Dreams, Work, Imagination, and the State of the Culture. Spring Publications. ISBN 978-0-88214-348-4.
- Lectures on Jung´s Typology (with Marie-Louise von Franz). Spring Publications. ISBN 978-0-88214-104-6.